# سیارک ۳۱۷۷
سیارک ۳۱۷۷ (به انگلیسی: 3177 Chillicothe، نامگذاری:1934AK) سه هزار و صد و هفتاد و هفتمین سیارک کشف شده‌است که در ۸ ژانویه ۱۹۳۴ کشف شد.
قدر مطلق سیارک برابر ۱۱٫۹۰ است.